# 10 октября
10 октября — 283-й день года (284-й в високосные годы) по григорианскому календарю.
До конца года остаётся 82 дня.
До 15 октября 1582 года — 10 октября по юлианскому календарю, с 15 октября 1582 года — 10 октября по григорианскому календарю.
В XX и XXI веках соответствует 27 сентября по юлианскому календарю.

## Праздники и памятные дни

### Международные
- ООН — Всемирный день психического здоровья.
- Европейский союз — Европейский день борьбы против смертной казни[2].

### Национальные
- Китайская Республика — Праздник Двух Десяток.
- Куба — День независимости.
- Польша — День посадки деревьев.
- Украина — День работников стандартизации и метрологии Украины.

### Религиозные
Православие
 — Память мученика Каллистрата и дружины его: Гимнасия и иных (304 год);
 — память преподобного Савватия Соловецкого (1435 год);
 — память священномученика Петра (Полянского), митрополита Крутицкого (1937 год);
 — память священномученика Димитрия Шишокина, пресвитера (1918 год);
 — память священномучеников Германа (Косолапова), епископа Вольского, и Михаила Платонова, пресвитера (1919 год);
 — память священномученика Феодора Богоявленского, пресвитера (1937 год);
 — память апостолов от 70-ти Марка, Аристарха и Зины (I век);
 — память мученицы Епихарии Римской (284—305 годы);
 — память преподобного Игнатия Глубокореченского (Каппадокийского) (963—975 годы);
 — память священномученика Анфима Иверянина, митрополита Валашского (1716 год).
 — память Ярослава Владимировича Мудрого (ум. 1054). Включён в Собор Волынских святых.
 — память супруги Ярослава Мудрого (уп. 1018), предположительно в иночестве носила имя Анна. Погребена в Софийском соборе Великого Новгорода. Память также 4 октября.

### Именины
- Католические: Павлина, Франциск[9].
- Православные: Аристарх, Зинаида, Игнат, Каллистрат, Марк, Савватий[9].

## События

### До XIX века
- 680 — Битва при Кербеле. Событие часто рассматривается как начало разделения между суннитской и шиитской ветвями ислама.
- 732 — битва при Пуатье.
- 1471 — шведские войска Стена Старшего разбили датчан в сражении при Брункеберге.
- 1503 — монахами Кремля впервые была получена русская водка. Первоначально водка использовалась как антисептик.
- 1607 — взятием Тулы завершилось восстание Ивана Болотникова.
- 1632 — армия воеводы Михаила Шеина выдвинулась в Вязьму. Начались военные действия Смоленской войны.
- 1789 — в революционной Франции национализировано церковное имущество.
- 1794 — Восстание Костюшко: произошла Битва под Мацеёвицами, окончившееся победой русской армии и пленением Тадеуша Костюшко.

### XIX век
- 1806 — Война четвёртой коалиции: войска Первой империи под командованием маршала Ланна одержали победу над пруссаками в Битве при Заальфельде.
- 1846
  - Несмотря на противодействие англичан, состоялась двойная свадьба в доме Бурбонов. Королева Испании Исабель II вышла замуж за Франсиско де Асис Бурбон, герцога Кадисского, а её младшая сестра, наследница престола, Луиза Фернанда Испанская — за Антуан Орлеанского.
  - Тритон, крупнейший спутник Нептуна, открыт английским астрономом Уильямом Ласселом.
- 1853 — состоялась первая встреча двух великих композиторов — Рихарда Вагнера и Ференца Листа. Встречу организовала 15-летняя дочь Листа Козима, собиравшаяся замуж за дирижёра Ханса фон Бюлова, ученика Листа и постановщика опер Вагнера. Впоследствии Вагнер станет её любовником, а спустя 17 лет и мужем.
- 1865 — американец Джон Уэсли Хайат запатентовал бильярдный шар из целлулоида. Он первым нашёл синтетический материал на замену использовавшимся до того шарам из слоновой кости и выиграл $10 000 в проводившемся конкурсе.
- 1868
  - Началась Десятилетняя война за независимость Кубы от Испании.
  - Астроном Джеймс Уотсон открыл астероид главного пояса (106) Диона.
- 1874 — в Российской империи объявлено первое в истории штормовое предупреждение по Балтийскому морю.
- 1882 — основан Банк Японии.

### XX век
- 1907 — в «Красный четверг» началась Октябрьская забастовка в Венгрии.
- 1911 — в Китае вспыхнуло Учанское восстание, ставшее катализатором Синьхайской революции.
- 1918
  - В результате длительной подготовки реформы в России окончательно и официально введена новая орфография.
  - Пассажирское судно «Ленстер[англ.]» было торпедировано немецкой субмариной SM UB-123[англ.], погибло более 500 человек. Эта катастрофа по сей день является одной из самых масштабных по числу жертв в Ирландском море.
- 1919 — Антанта и США объявили экономическую блокаду Советской России.
- 1926 — прекращена Сянган-Гуанчжоуская забастовка 1925—1926.
- 1931 — постановлением ВЦИК присвоено наименование Нарьян-Мард (в дальнейшем Нарьян-Мар) вновь образованному посёлку в Ненецком НО.
- 1932
  - Торжественно открыта ДнепроГЭС.
  - В Харьковском физико-техническом институте впервые в СССР проведена ядерная реакция по расщеплению атомного ядра лития.
- 1933
  - В США поступил в продажу первый в мире стиральный порошок.
  - Близ Честертона произошла авиакатастрофа «Boeing 247» — первый в мировой истории террористический акт в коммерческой авиации[10][11].
- 1935
  - В Греции произошел военный переворот, положивший конец Второй Греческой республике. В стране была восстановлена монархия Глюксбургов.
  - Премьера оперы Джорджа Гершвина «Порги и Бесс» на Бродвее.
- 1939 — между СССР и Литвой заключён договор, по которому Виленская область перешла к Литве.
- 1941
  - Командующим Западным фронтом назначен Георгий Жуков.
  - Нацистские войска оккупировали украинский город Сумы.
- 1943 — в СССР учреждён орден Богдана Хмельницкого.
- 1945 — основана Трудовая партия Кореи.
- 1956
  - Выпущен первый серийный автомобиль Газ-М21 «Волга».
  - Катастрофа R6D-1 в Атлантике, 59 погибших.
- 1957 — президент США Д. Эйзенхауэр был вынужден принести извинения министру финансов Ганы, которого отказались обслужить в ресторане города Дувр (штат Делавэр) из-за цвета его кожи.
- 1963 — вступил в силу Договор о запрещении испытаний ядерного оружия в атмосфере, космическом пространстве и под водой.
- 1964 — в Токио начались XVIII Олимпийские игры.
- 1967 — вступил в силу «Договор о принципе деятельности государств по исследованию и использованию космического пространства».
- 1970 — Фиджи объявлены независимым государством в составе Британского Содружества наций.
- 1971 — под Москвой в результате взрыва бомбы потерпел крушение самолёт Ту-104Б Украинского УГА, погибли 25 человек.
- 1973 — принято секретное постановление ЦК компартии Украины об усилении борьбы с незарегистрированными религиозными сектами.
- 1980 — в Сальвадоре образован Фронт национального освобождения имени Фарабундо Марти
- 1990
  - Киевские студенты объявили голодовку с требованием независимости Украины.
  - Башкирия провозгласила себя союзной республикой в составе СССР.
- 1993 — начало вещания НТВ в 21:00 (в Санкт-Петербурге).
- 1997
  - Французская актриса и борец за права животных Брижит Бардо оштрафована судом на 1600 долларов за попытку воспрепятствовать принесению барашка в жертву мусульманами.
  - Катастрофа DC-9 под Нуэво-Берлином, 74 погибших.

### XXI век
- 2003 — Джордж Буш объявил о создании Комиссии по содействию свободной Кубе.
- 2006
  - Начала работу социальная сеть «ВКонтакте».
  - В аэропорту Стур в Норвегии при посадке разбился самолёт BAe 146 компании Atlantic Airways, погибли 4 человека.
- 2007 — Шейх Музафар Шукор стал первым космонавтом из Малайзии, отправившись в космос на корабле «Союз ТМА-11»
- 2009 — министры иностранных дел Армении и Турции подписали Цюрихские протоколы, которые так и не были ратифицированы и не вступили в силу.
- 2010 — Нидерландские Антильские острова прекратили своё существование как единая автономия в составе Королевства Нидерландов.
- 2015 — теракт в Анкаре, более 100 погибших.
- 2022 — Россия массово обстреляла ракетами территорию Украины, не менее 23 погибших.

## Родились

### До XIX века
- 1465 — Селим I (ум. 1520), 9-й османский султан (с 1512) и 88-й халиф (с 1517).
- 1486 — Карл III Савойский (ум. 1533), герцог Савойский (с 1504).
- 1622 — Иоганн Лингельбах (ум. 1674), немецкий художник эпохи барокко.
- 1678 — Джон Кэмпбелл (ум. 1743), британский военный деятель, фельдмаршал.
- 1684 — Жан Антуан Ватто (ум. 1721), французский художник, основоположник и крупнейший мастер стиля рококо («Капризница», «Паломничество на остров Киферу» и др.).
- 1731 — Генри Кавендиш (ум. 1810), английский физик и химик, открывший формулу воды и «измеривший» массу Земли.
- 1738 — Бенджамин Уэст (ум. 1820), англо-американский художник.

### XIX век
- 1813 — Джузеппе Верди (ум. 1901), итальянский композитор.
- 1821 — Михаил Авдеев (ум. 1876), русский писатель-беллетрист, критик.
- 1825 — Пауль Крюгер (ум. 1904), политический деятель, президент Трансвааля (1883—1900).
- 1830 — Изабелла II (ум. 1904), королева Испании (1833—1868).
- 1834 — Алексис Киви (наст. фамилия Стенваль; ум. 1872), финский драматург («Сапожники Нумми», «Семеро братьев» и др.), основоположник финского литературного языка.
- 1836 — Александр Слепцов (ум. 1906), русский общественный деятель, писатель, публицист.
- 1849 — Карл Ланг (ум. 1893), немецкий метеоролог и педагог, член Леопольдины.
- 1858 — Морис Прендергаст (ум. 1924), американский художник-акварелист.
- 1861 — Фритьоф Нансен (ум. 1930), норвежский полярный исследователь, первым пересёкший Гренландию на лыжах, лауреат Нобелевской премии мира (1922).
- 1863 — Владимир Обручев (ум. 1956), русский советский геолог и географ, академик, автор научно-фантастических романов «Плутония» и «Земля Санникова».
- 1874 — Константин Миньяр-Белоручев (ум. 1944), российский и советский виолончелист, педагог, композитор.
- 1889 — Хан ван Меегерен (ум. 1947), голландский живописец.
- 1896 — Роман Якобсон (ум. 1982), российский и американский лингвист, литературовед, педагог.
- 1898 — Мария Кравчуновская (ум. 1978), актриса театра и кино, заслуженная артистка РСФСР.

### XX век
- 1901 — Альберто Джакометти (ум. 1966), швейцарский скульптор и живописец.
- 1906 — Разипурам Кришнасвами Нарайан (ум. 2001), индийский писатель.
- 1909 — Бруно Фрейндлих (ум. 2002), актёр театра и кино, народный артист СССР, отец Алисы Фрейндлих.
- 1913
  - Дженис Картер (ум. 1994), американская актриса, снимавшаяся в 1940—1950-х годах.
  - Клод Симон (ум. 2005), французский писатель («Фарсальская битва», «Дорога Фландрии» и др.), лауреат Нобелевской премии (1985).
- 1917 — Телониус Монк (ум. 1982), американский пианист и композитор, один из создателей современного джаза.
- 1923 — Дмитрий Сарабьянов (ум. 2013), советский и российский искусствовед.
- 1924
  - Джеймс Клавелл (ум. 1994), американский писатель и сценарист.
  - Людмила Черина (урожд. Моник Чемерзин; ум. 2004), французская балерина и актриса черкесского происхождения.
- 1928 — Лейла Генджер (ум. 2008), турецкая оперная певица (сопрано).
- 1929 — Марат Казей (погиб в 1944), юный белорусский партизан-разведчик, Герой Советского Союза (посмертно).
- 1930
  - Медея Амиранашвили (ум. 2023), оперная певица (сопрано), народная артистка СССР.
  - Гарольд Пинтер (ум. 2008), английский драматург, режиссёр, актёр, лауреат Нобелевской премии по литературе (2005).
- 1935 — Абу Джихад (убит в 1988), палестинский националистический лидер, организатор терактов.
- 1938
  - Олег Гордиевский, советский разведчик-перебежчик, писатель.
  - Дайдо Морияма, японский фотохудожник.
- 1939 — Аида Имангулиева (ум. 1992), азербайджанский арабист, доктор и профессор востоковедения.
- 1946
  - Франко Эджидио Малерба, первый итальянский астронавт.
  - Питер Маховлич, канадский хоккеист и тренер, 4-кратный обладатель Кубка Стэнли.
  - Леонид Тягачёв, бывший президент Олимпийского комитета России (2001—2010).
- 1947 — Франсис Перрен, французский актёр, режиссёр и сценарист.
- 1948 — Северин (наст. имя Жозиан Гризо), французская певица.
- 1954
  - Дэвид Ли Рот, американский певец, автор песен, актёр, вокалист рок-группы «Van Halen».
  - Сергей Снежкин, советский и российский кинорежиссёр, сценарист и продюсер, народный артист РФ.
- 1955
  - Александр Бубнов, советский футболист.
  - Ипполит Жирардо, французский актёр театра и кино.
- 1959 — Джулия Суини, американская актриса, комедиантка, режиссёр, сценарист и певица.
- 1961 — Бонита Фридериси, американская актриса.
- 1963 — Вегард Ульванг, норвежский лыжник, трёхкратный олимпийский чемпион
- 1965 — Ребекка Пиджон, американская актриса, композитор и сценарист.
- 1966
  - Тони Адамс, английский футболист.
  - Людмила Рогачёва, советская и российская легкоатлетка, чемпионка мира (1991) и Европы (1994).
- 1967 — Гэвин Ньюсом, американский политический деятель. Губернатор Калифорнии с 7 января 2019 года.
- 1968 — Филипп Янковский, советский и российский актёр театра и кино, кинорежиссёр, продюсер.
- 1969 — Алексей Кравченко, актёр театра и кино, народный артист России.
- 1970 — сэр Мэтью Пинсент, британский гребец (академическая гребля), 4-кратный олимпийский чемпион.
- 1971
  - Евгений Кисин, российский, британский и израильский пианист-виртуоз, классический музыкант.
  - Карлос Рейгадас, мексиканский кинорежиссёр, сценарист и кинопродюсер.
- 1972
  - Джоэль Картер, американская актриса.
  - Сим Гвон Хо, корейский борец греко-римского стиля, двукратный олимпийский чемпион.
- 1974
  - Григорий Антипенко, российский актёр театра и кино.
  - Крис Пронгер, канадский хоккеист, двукратный олимпийский чемпион, чемпион мира, обладатель Кубка Стэнли.
- 1976 — Шейн Доан, канадский хоккеист, двукратный чемпион мира (2003, 2007).
- 1978
  - Джоди Лин О’Киф, американская актриса и модель.
  - Джорджина Эверс-Суинделл, новозеландская гребчиха, двукратная олимпийская чемпионка.
  - Кэролайн Эверс-Суинделл, новозеландская гребчиха, двукратная олимпийская чемпионка.
- 1979
  - Майя, американская певица, актриса, продюсер, танцовщица, хореограф, модель.
  - Николас Массу, чилийский теннисист, двукратный олимпийский чемпион (2004).
- 1984
  - Жан-Батист Гранж, французский горнолыжник, двукратный чемпион мира в слаломе (2011, 2015).
  - Павел Дуров, российский программист, один из создателей социальной сети «ВКонтакте».
  - Элана Майерс, американская бобслеистка, многократная чемпионка мира.
- 1986 — Эсекьель Гарай, аргентинский футболист, олимпийский чемпион (2008).
- 1989
  - Рыза Каяалп, турецкий борец греко-римского стиля, многократный чемпион мира и Европы.
  - Эйми Тигарден, американская актриса и модель.
- 1991
  - Мариана Пахон, колумбийская велогонщица (BMX), двукратная олимпийская чемпионка, многократная чемпионка мира.
  - Джердан Шакири, швейцарский футболист.

### XXI век
- 2002 — Джош Гидди, австралийский баскетболист.

## Скончались

### До XIX века
- 19 — Нерон Клавдий Друз Германик (род. 15 до н. э.), римский военачальник и государственный деятель, консул 12 и 18 гг.
- 1791 — Кристиан Фридрих Даниель Шубарт (р. 1739), немецкий поэт, органист, композитор, журналист и писатель.
- 1797 — Агуй (р. 1717), китайский военачальник и государственный деятель времён династии Цин.

### XIX век
- 1825 — Дмитрий Бортнянский (р. 1751), русский композитор, дирижёр и певец.
- 1837 — Француа Мари Шарль Фурье (р. 1772), французский философ, социолог, социалист-утопист.
- 1844 — граф Пётр Толстой, русский военный деятель эпохи Наполеоновских войн, генерал от инфантерии.
- 1857 — Джордж Вашингтон Парк Кастис (р. 1781), американский плантатор и драматург, приёмный внук Джорджа Вашингтона.
- 1872 — Уильям Сюард (р. 1801), американский политический деятель, Госсекретарь США (1861—1869).
- 1873 — Герман Курц (р. 1813), немецкий писатель-беллетрист и историк литературы.
- 1875 — Алексей Константинович Толстой (р. 1817), русский писатель, драматург, один из создателей образа Козьмы Пруткова.
- 1886 — Екатерина Збукирева, первая из русских сестёр милосердия, участница Крымской и русско-турецкой войн.

### XX век
- 1937
  - Поль Вайян-Кутюрье (р. 1892), французский писатель, деятель коммунистического движения.
  - Василий Ощепков (р. 1893), родоначальник советского дзюдо, один из основателей самбо.
- 1963 — Эдит Пиаф (наст. имя Эдит Джованна Гассьон; р. 1915), французская певица-шансонье, киноактриса.
- 1964 — Генрих Нейгауз (р. 1888), российский и советский пианист немецкого происхождения, педагог, народный артист РСФСР.
- 1976 — Глеб Франк (р. 1904), советский биофизик, академик, директор Института биологической физики АН СССР.
- 1984 — Виталий Закруткин (р. 1908), русский советский писатель и литературовед.
- 1985
  - Юл Бриннер (при рожд. Юлий Бриннер; р. 1920), американский актёр театра и кино, лауреат премий «Оскар» и «Тони».
  - Орсон Уэллс (р. 1915), американский кинорежиссёр, актёр и сценарист, обладатель двух «Оскаров» и др. наград.
- 1994 — Михаил Данилов (р. 1937), актёр театра и кино, заслуженный артист РСФСР.
- 1998 — Владимир Яковлев (р. 1934), русский художник, представитель неофициального искусства.
- 2000 — Сиримаво Бандаранаике (р. 1916), первая в мире женщина — премьер-министр (Шри-Ланка).

### XXI век
- 2001 — Василий Мишин (р. 1917), конструктор ракетно-космической техники, Герой Социалистического Труда, академик РАН.
- 2004
  - Кристофер Рив (р. 1952), американский актёр театра, кино и телевидения, режиссёр, сценарист, лауреат премии «Эмми».
  - Артур Робинсон (р. 1915), американский географ и картограф, историк картографии.
- 2007 — Владимир Сошальский (р. 1929), актёр театра и кино, народный артист РСФСР.
- 2008 — погиб Алексей Прокуроров (р. 1964), советский и российский лыжник, чемпион мира (1997) и Олимпийских игр (1988).
- 2009
  - Стивен Гейтли (р. 1976), ирландский певец, актёр, танцор, музыкант, автор песен, один из лидеров поп-группы «Boyzone».
  - Искандер Хамраев (р. 1934), советский и российский кинорежиссёр и сценарист.
- 2010 — Джоан Сазерленд (р. 1926), австралийско-британская оперная певица.
- 2012 — Глеб Скороходов (р. 1930), советский и российский писатель, драматург, журналист, киновед.
- 2020 — Василий Кульков (р. 1966), советский и российский футболист, тренер.
- 2021 — Светлана Мизери (р. 1933), советская и российская актриса театра и кино, народная артистка РСФСР.
- 2023 — Терри Дишингер (р. 1940), американский баскетболист, олимпийский чемпион (1960).

## Приметы
- Савватий Пчельник, Саватий Пчеловод. На Савватия заканчивается уборка ульев в омшаники[12].
- Сегодня последний день пчелиной девятины. Зосим и Савва — покровители пчёл — печеньем на меду народ потчуют.
- Уносит пчелиная матка ключики от лета в далёкие тёплые края. Про неё сложено в народе: «Не девка, не вдова, не мужняя жена. Детей водит и людей питает»[13].